# Pazo de Gago y Montenegro
El pazo de Gago y Montenegro es un pazo renacentista del siglo XVI situado en el lado norte de la plaza de Teucro de la ciudad española de Pontevedra, en pleno centro histórico.

## Historia
El palacio de los Gago y Montenegro se erigió en el siglo XVI, el de mayor esplendor de la ciudad, como residencia del influyente linaje de los Gago, familia noble privilegiada que custodiaba las llaves de acceso a la ciudad en la puerta de la muralla y la torre del puente del Burgo.
Este pazo urbano se construyó en la que era la plaza más distinguida de la ciudad. En el siglo XVIII fue reformado por el noble Antonio Félix Tavares, casado con la pontevedresa doña Maria Gago de Oca Sarmiento y Montenegro, perteneciente al linaje propietario del pazo. Tavares agregó en 1716 el gran escudo de armas que preside la fachada principal. En la parte inferior de este escudo figura la inscripción que atestigua la gran reforma del pazo: Mandaron redificar esta casa Don Antonio Feliz Tavarez Ozores y Sotomayor y Doña María Gago de Oca Sarmiento y Montenegro, su mujer. Año de 1716.
En el pazo se situó el primer local social del Liceo Casino de Pontevedra, fundado el 25 de febrero de 1855.
El 2 de enero de 1902 Celestino Peón Villar fundó en el bajo del pazo la histórica imprenta C. Peón, que continúa en esta ubicación. En ella se imprimió en 1941 la primera edición del clásico de la literatura gallega Os vellos non deben de namorarse de Castelao, así como diversas obras de los escritores Celso Emilio Ferreiro o Fermín Bouza Brey, entre otros. También se imprimió la famosa revista Sonata Gallega de 1944 a 1949.

## Descripción

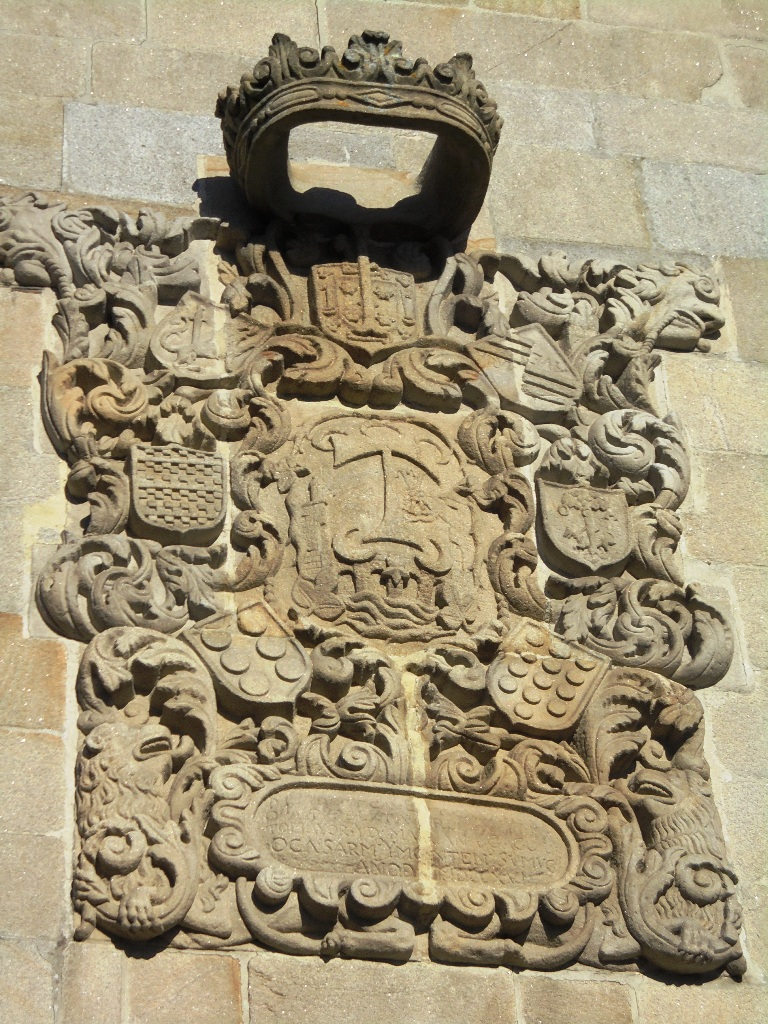
Gran escudo de armas barroco de 1716.

Se trata de un pazo urbano de planta baja y dos pisos, con una planta predominantemente rectangular. La fachada principal en la plaza de Teucro, presenta cinco ventanas balconeras en cada piso típicas del siglo XVI. Tanto la fachada principal como la lateral están rematadas por una cornisa con moldura simple de cuarto de bocel, que da paso a un tejado a dos aguas. La influencia de la simetría renacentista presente en la fachada del pazo es notable. Muestra una distribución simétrica de sus múltiples vanos, dispuestos uniformemente a lo largo de sus tres plantas.
La puerta principal de entrada al pazo de Gago y Montenegro está coronada por un arco de medio punto rebajado compuesto por dovelas de gran tamaño. Sobre la dovela central se encuentra un escudo de armas más pequeño que el principal y más antiguo, ambos con el mismo motivo.
El pazo exhibe un total de 11 escudos de armas en sus fachadas: dos en la fachada principal, uno en la esquina, seis a lo largo de la fachada lateral en la calle Princesa y dos más en el patio interior.
El principal escudo de armas del pazo destaca por su imponente tamaño y su posición prominente en el lado derecho de la fachada principal. Data de 1716 y es una obra destacada del barroco gallego y el de mayor tamaño de la ciudad. Con una altura de 2,10 metros y un ancho de 1,50 metros, está coronado por una corona volada. En él se representan los linajes de ocho familias: el escudo de los Gago con un puente de cuatro ojos y dos torres, una gran T y una mano sosteniendo dos llaves (las llaves de la ciudad), el de los Montenegro con una "M" superpuesta al de los Tavares con cinco estrellas, y otros como los de los Ozores, Sotomayor, Castro, Mendoza, Oca y Sarmiento, cada uno con sus distintivos y símbolos.

## Galería de imágenes

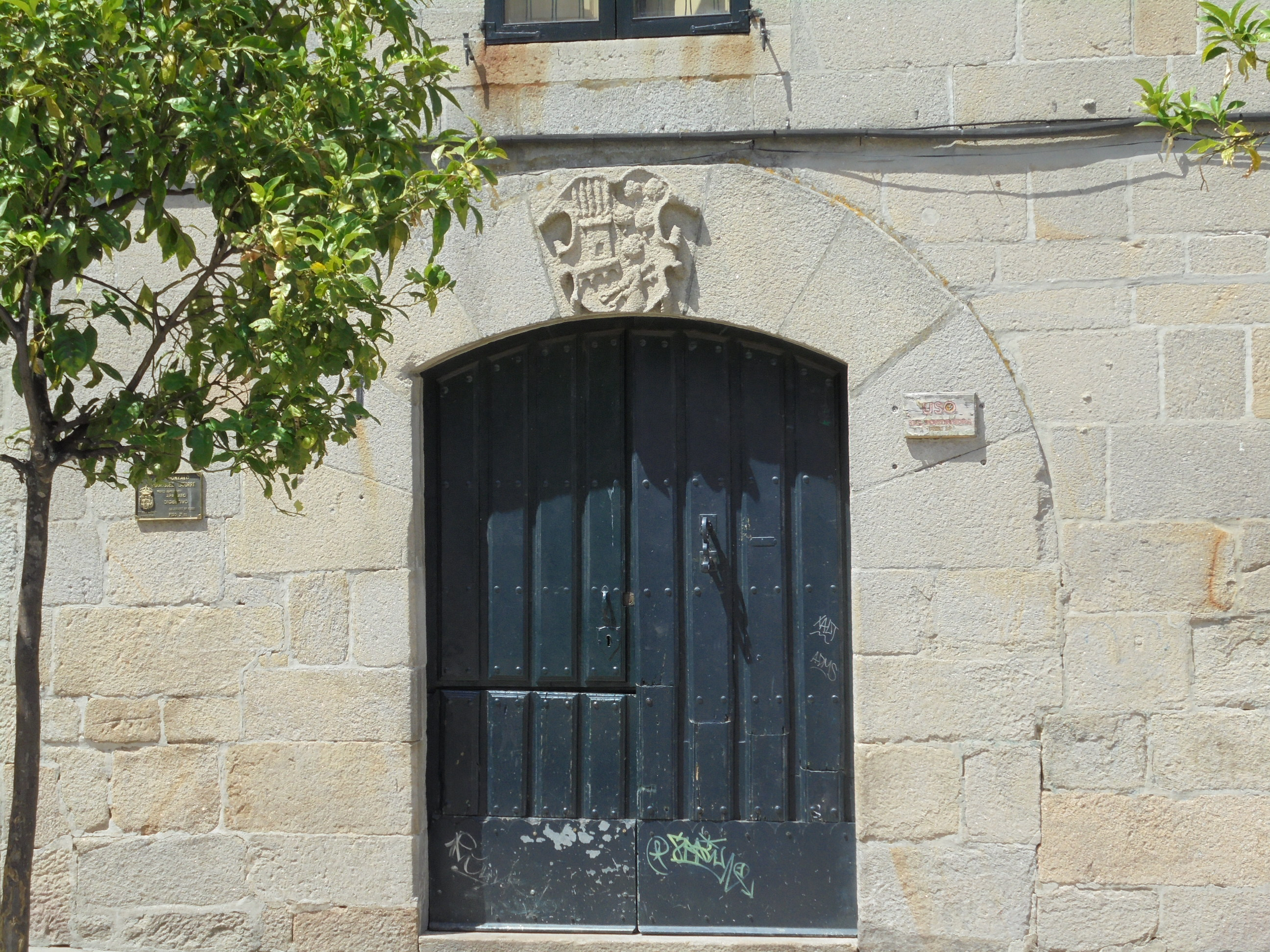
Puerta principal renacentista
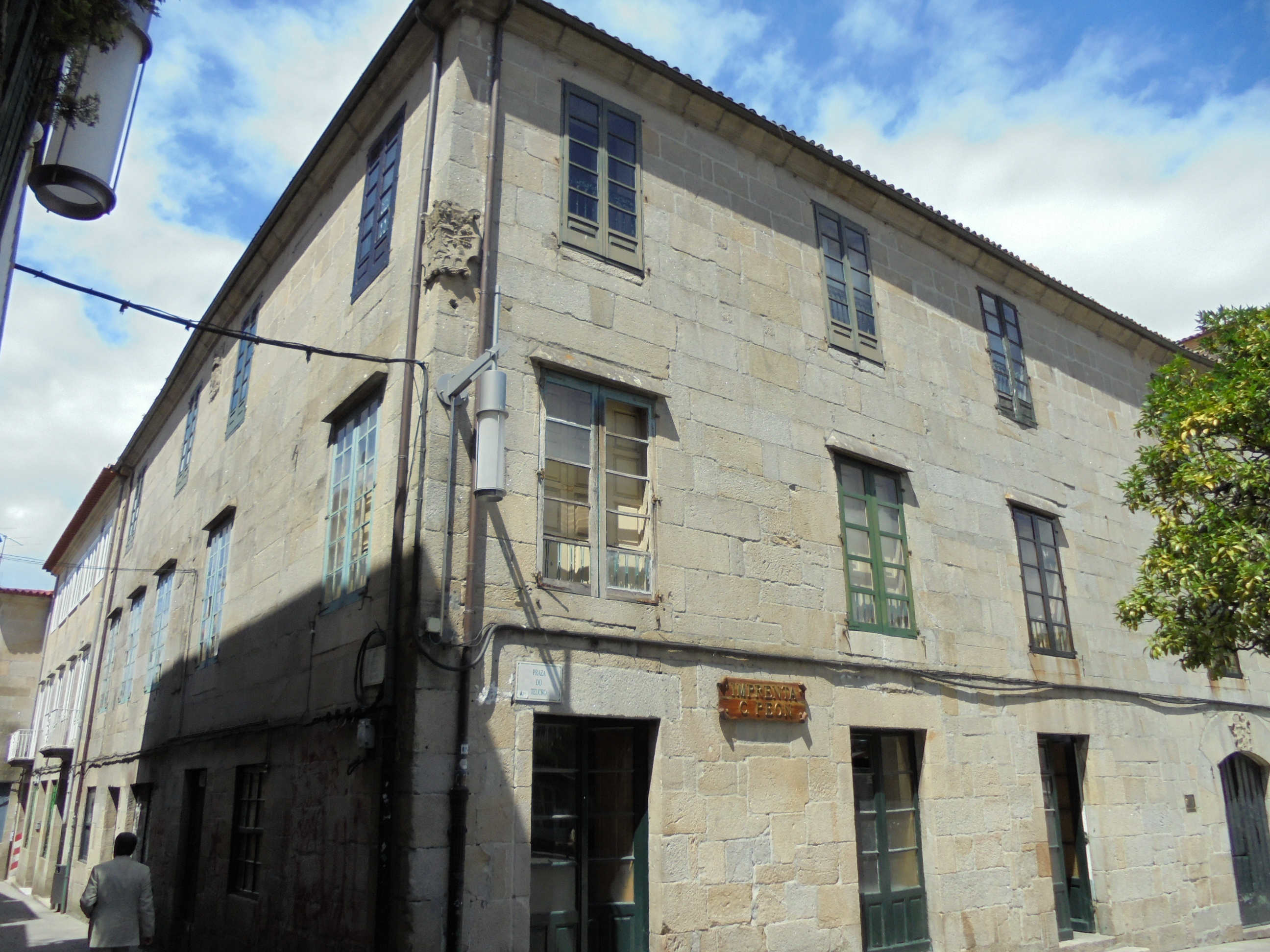
Esquina del pazo
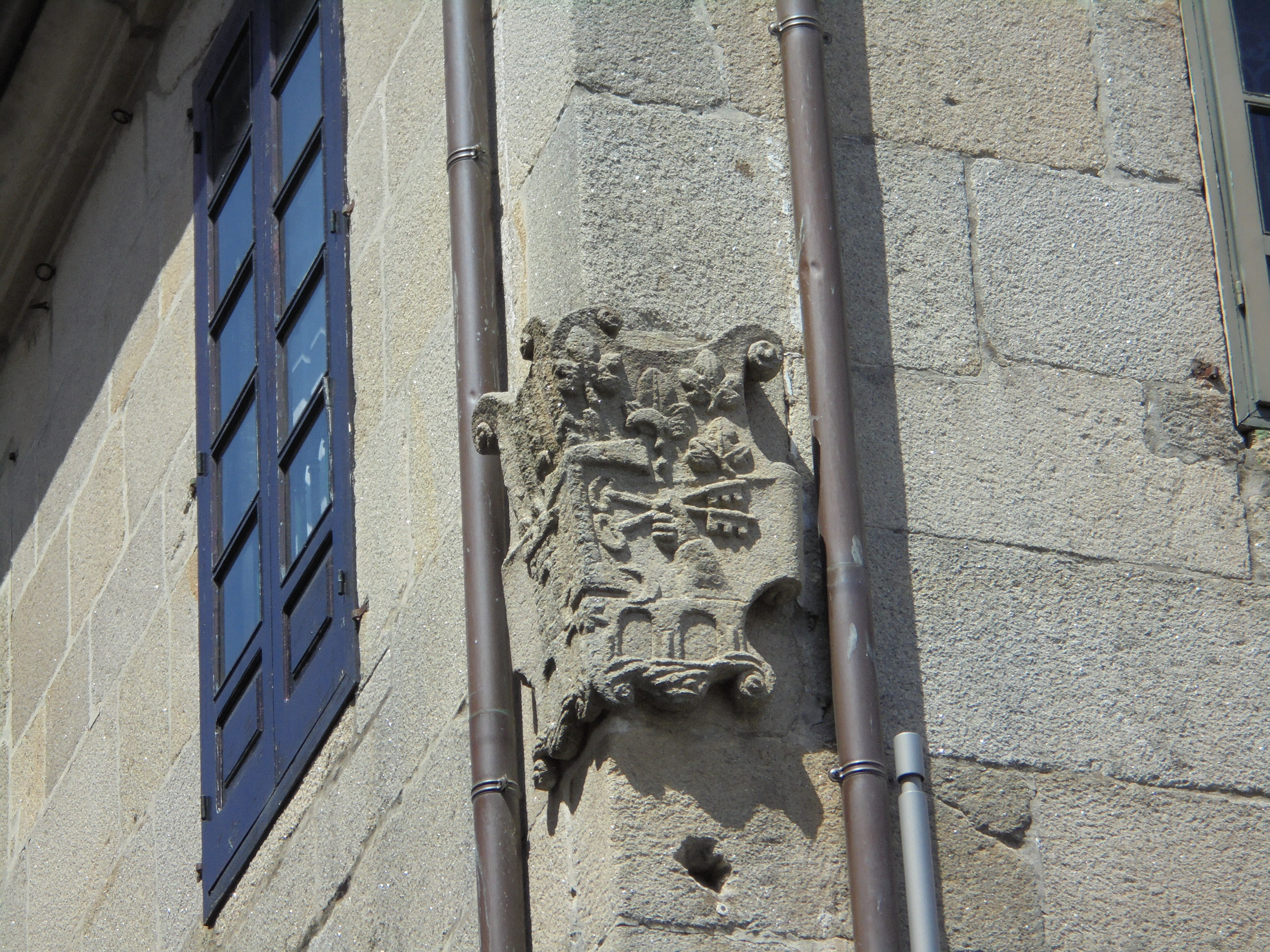
Escudo de armas en la esquina del pazo
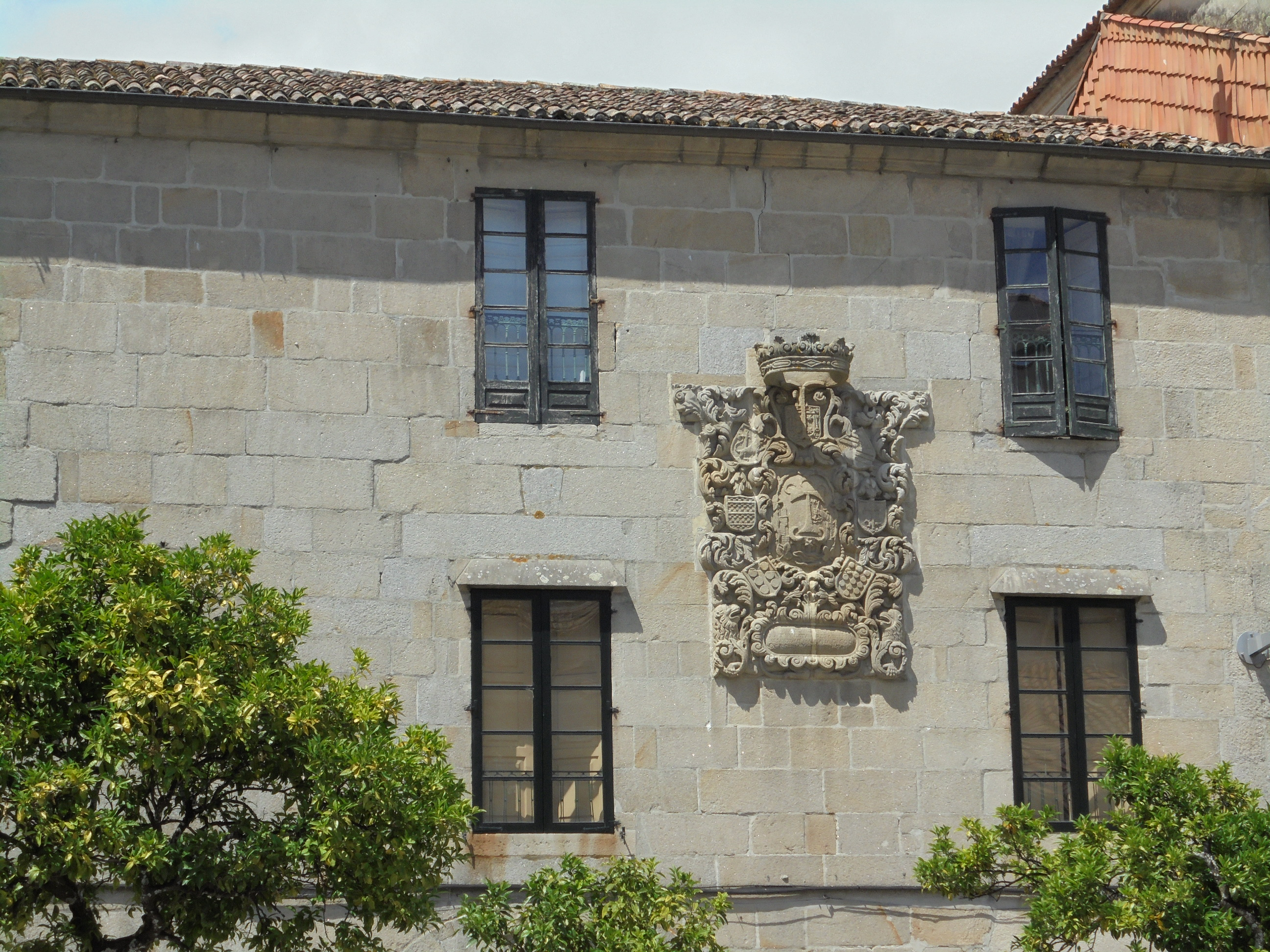
Escudo principal del pazo